# Карими, Али
Муха́ммад Али́ Кари́ми Пашаки (перс. محمد علی کریمی پاشاکی‎,; 8 ноября 1978, Шахриар) — иранский футболист, фланговый полузащитник атакующего плана. Известен по своим выступлениям за сборную Ирана (в том числе на чемпионате мира 2006 года) и мюнхенскую «Баварию».

## Биография
Один из лучших азиатских футболистов последних лет, за свою игру получил от болельщиков прозвище «Азиатский Марадона». Лучший футболист Азии 2004 года. 17 июня 2009 года против сборной Южной Кореи Али Карими провёл свой последний матч за национальную сборную Ирана. Он был отстранен пожизненно из сборной вместе с Мехди Махдавикией, Хосейном Кааби и Вахидом Хашемианом за то, что вышли в матче против Южной Кореи на поле с зелёными повязками на руках, символизирующими поддержку главного соперника Махмуда Ахмадинеджада Мир-Хосейна Мусави на президентских выборах в Иране. В составе сборной Ирана Карими провёл 112 матчей и забил 36 голов. В августе 2010 года иранским клубом «Стил Азин» был изгнан из команды, из-за того, что Карими отказался соблюдать пост во время священного для мусульман месяца Рамадан.
31 января 2011 года подписал контракт с немецким клубом «Шальке 04» сроком до конца сезона 2010/11.

## Достижения
Командные
- Чемпион Германии (1): 2005/06
- Чемпион Ирана (2): 1998/99, 1999/00
- Обладатель Кубка Германии (2): 2005/06, 2010/11
- Обладатель Кубка Ирана (1): 1999/00
- Обладатель Кубка ОАЭ (2): 2002, 2004
- Чемпион Азиатских Игр (1): 1998

Личные
- Футболист года в Азии (1): 2004
- Лучшие бомбардир Кубка Азии (1): 2004